# Sint-Truidense VV
Koninklijke Sint-Truidense Voetbalvereniging l(wym. [ˈkoː.nɪŋk.lə.kə ˈsɪnt ˈtrœy̯.dɛn.sə ˈvut.bɑl.vər.ˌeːnɪ.ʝɪŋ]) lub STVV – belgijski klub piłkarski, grający od 1994 roku w Eerste klasse A, mający siedzibę w mieście Sint-Truiden, leżącym w Limburgii. Klub rozgrywa swoje mecze na stadionie Staaienveld, który może pomieścić 12,5 tysiąca widzów.

## Historia

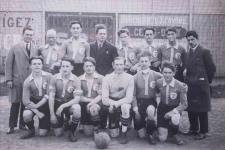
założenie klubu

Klub został założony w 1924 w wyniku fuzji dwóch innych klubów z miasta Sint-Truiden, F.C. Union F.C. Goldstar. Jako barwy klubowe wybrano kolory żółty i niebieski, które są też kolorami miasta. Tak powstały klub nazwano Sint-Truidense Voetbal Vereeniging. Swój pierwszy mecz zespół z Sint-Truiden rozegrał przeciwko drużynie Cercle Tongeren, a obejrzało go 9 widzów. W drugiej połowie lat 30. czołowym piłkarzem drużyny był Léopold Appeltans. 21 listopada 1948 został on pierwszym piłkarzem wywodzącym się z Sint-Truiden, który zadebiutował w reprezentacji Belgii. W drugiej połowie lat 40. zespół awansował do drugiej ligi. Zmieniono też wówczas nazwę klubu na Sint-Truidense Voetbalvereniging (1947). W 1957 roku drużyna zakończyła rozgrywki drugiej ligi na drugiej pozycji i awansowała do pierwszej ligi. W 1959 roku nowym szkoleniowcem zespołu został mało znany wówczas Raymond Goethals. Pod jego wodzą zespół wywalczył wicemistrzostwo Belgii w 1966 roku.
W 2001 roku nowym trenerem został Jacky Matthijssen, były bramkarz Sint-Truidense i na stanowisku wytrwał 3 lata, po czym odszedł do SC Charleroi. Został zastąpiony przez Marca Wilmotsa, ale ten szybko został zwolniony. Drużyna ukończyła sezon pod wodzą trenerskiego trio: Guy Mangelschots, Eddy Raymaekers i Peter Voets. Pod koniec sezonu 2004/2005 kierownictwo klubu zatrudniło na stanowisku szkoleniowca Hermana Vermeulena, ale 9 lutego 2006 został on zwolniony. Od 2006 roku funkcję pierwszego trenera pełnili: Thomas Caers, Henk Houwaert, Peter Voets, Valère Billen i Dennis van Wijk

## Sukcesy
- Eerste klasse:
  - wicemistrzostwo (1): 1965/1966
- Tweede klasse:
  - mistrzostwo (4): 1986/1987, 1993/1994, 2008/2009, 2014/2015
  - wicemistrzostwo (1): 1956/1957
- Puchar Belgii:
  - finał (2): 1970/1971, 2002/2003
- Puchar Ligi Belgijskiej:
  - zwycięstwo (1): 1997/1998

## Europejskie puchary
Legenda do wszystkich tabel:
- Q – runda eliminacyjna, 1/16, 1/8, 1/4, 1/2 – odpowiednia faza rozgrywek, Grupa – runda grupowa, 1r gr – pierwsza runda grupowa, 2r gr – druga runda grupowa, F – finał, R – runda, PO – play-off
- k. – rzuty karne, los. – losowanie, Dogr. – dogrywka, w. – zasada bramek strzelonych na wyjeździe

| Sezon | Rozgrywki        | Runda | Przeciwnik     | Dom | Wyjazd | Ogólnie |
| ----- | ---------------- | ----- | -------------- | --- | ------ | ------- |
| 1999  | Puchar Intertoto | 1R    | Spartak Warna  | 6–0 | 2–1    | 8–1     |
| 1999  | Puchar Intertoto | 2R    | Ararat Erywań  | 3–1 | 2–0    | 5–1     |
| 1999  | Puchar Intertoto | 3R    | Austria Wiedeń | 0–2 | 2–1    | 2–3     |
| 2003  | Puchar Intertoto | 2R    | Toboł Kustanaj | 0–2 | 0–1    | 0–3     |

## Skład na sezon 2021/2022
| Nr | Poz. | Piłkarz                                   |
| -- | ---- | ----------------------------------------- |
| 1  | BR   | Kenny Steppe                              |
| 2  | OB   | Kō Matsubara                              |
| 4  | OB   | Daiki Hashioka (wypożyczony z Urawa Reds) |
| 6  | PO   | Mory Konaté                               |
| 8  | PO   | Rocco Reitz                               |
| 9  | NA   | Yūma Suzuki                               |
| 10 | PO   | Lee Seung-woo                             |
| 11 | NA   | Ołeksandr Filippow                        |
| 13 | OB   | Liberato Cacace                           |
| 14 | NA   | Aboubakary Koita                          |
| 15 | NA   | Daichi Hayashi                            |
| 16 | NA   | Steve De Ridder (kapitan)                 |
| 19 | PO   | Stan Van Dessel                           |
| 20 | PO   | Robert Bauer                              |
| 21 | BR   | Daniel Schmidt                            |

| Nr | Poz. | Piłkarz                               |
| -- | ---- | ------------------------------------- |
| 22 | NA   | Wolke Janssens                        |
| 23 | NA   | Tatsuya Itō                           |
| 26 | OB   | Jorge Teixeira                        |
| 27 | OB   | Dimitri Lavalée (wypożyczony z Mainz) |
| 30 | NA   | Nelson Balongo                        |
| 32 | PO   | Chris Durkin                          |
| 33 | PO   | Jhonny Lucas                          |
| 35 | BR   | Wim Vanmarsenille                     |
| 37 | OB   | Toni Leistner                         |
| 39 | OB   | Jonathan Buatu                        |
| 40 | OB   | Junior Pius (wypożyczony z Antwerp)   |
| 44 | PO   | Christian Brüls                       |
| 61 | PO   | Jarne Steuckers                       |
|    | NA   | Taichi Hara (wypożyczony z Alavés)    |